# 下村耕嗣
下村 耕嗣（しもむら こうじ、1952年4月12日 - 2007年2月24日）は、日本の経済学者。神戸大学教授。専門は国際経済学、特に国際貿易論。本名は下村和雄。

## 経歴
1971年に大阪府立豊中高等学校を卒業し、1975年に神戸大学経済学部を卒業する。1977年に神戸大学大学院経済学研究科修士課程を修了し、1978年に同研究科博士課程を単位取得退学する。
1978年に神戸大学経済経営研究所の助手となり、1982年に同研究所の助教授、1994年に教授となる。その間、1983年にニューサウスウェールズ大学からPh.D.を取得している。2007年2月24日に逝去する。
International Economics and Finance Society Japan（IEFS Japan）の代表、日本経済学会の常任理事、Review of International Economicsのアソシエイト・エディターを務めた。
1977年から2012年までの間に147本の論文を執筆した。動学的、静学的フレームワークによる貿易の利益の理論的分析を専門とし、その業績を評してReview of International Economicsに追悼巻が組まれた。

## 逸話
本名は「和雄」であるが、神戸大学の学内雑誌に論文を投稿する際に「一生懸命にそして謙虚に働く」という意味を込めて「耕嗣」というペンネームを用いた。編集委員に本名を使うように依頼されると、投稿自体を取り下げた。
大量の論文を書くことができた理由として、休みなく働いていたことが挙げられている。2006年10月に病気から回復して退院した際は、直ちに学生に授業を始めた。忘年会のカラオケのために1週間歌の練習をするなど、オフにおいても力を抜くことはなかった。
病床でも「パレート改善的な貿易協定が存在しうるかどうか」について議論し、亡くなる直前まで研究に取り組んでいた。

## 著作物

### 著書
- （ヘンリー・ワン）Globalization and Economic Development in East Asia: Lecture Notes of Professor Henry Wan,（現代経済経営シリーズ3 神戸大学経済経営研究所、2008年）
- （マレー・ケンプ、ゴ・ヴァン・ロン）Labor Unions and the Theory of International Trade,（North-Holland、1991年）
- 『資本蓄積過程の分析』（研究叢書24 神戸大学経済経営研究所、1983年）

### 翻訳
- （小田正雄、太田博史、大川昌幸と共訳）『現代国際貿易論Ⅰ, Ⅱ』（K-y.ウォン著）（多賀出版、1999年）

### 代表的論文
- "A theory of involuntary unrequited international transfers." Journal of Political Economy, 111: 686-692 (with Murray C. Kemp), 2003.
- "Trade and indeterminacy in a dynamic general equilibrium model." Journal of Economic Theory, 105: 244-260 (with Kazuo Nishimura), 2002.
- "A dynamic conjectural variations model in the private provision of public goods: a differential game approach." Journal of Public Economics, 81: 153-172 (with Jun-ichi Itaya), 2001.
- "Feedback equilibria of a differential game of capitalism." Journal of Economic Dynamics and Control, 5:317-338, 1991.